# كليبر فاغاردو
كليبر فاغاردو هو لاعب كرة قدم إكوادوري في مركز الوسط، ولد في 4 يناير 1965 في غواياكيل في الإكوادور. شارك مع منتخب الإكوادور لكرة القدم. أما مع النوادي، فقد لعب مع نادي إيميلك.

## وصلات خارجية
- كليبر فاغاردو على موقع قاعدة بيانات كرة القدم.إي يو (الإنجليزية)
- كليبر فاغاردو على موقع ناشيونال فوتبول تيمز (الإنجليزية)